# أسلوب شرط
أسلوب الشرط هو أسلوب (جملة شرطية) يدل على تلازم جملتين وارتباطهما بواسطة أداة تسمى أداة الشرط. بحيث لا يمكن أن تتحقق جملة جواب الشرط إلا بتحقق جملة فعل الشرط. أي أن وقوع جملة الجواب وتحققها مشروطٌ -في الغالب- بوقوع جملة الشرط، فإذا تحقق الشرط تحقق الجواب.
يتكون أسلوب الشرط من : أداة الشرط + جملة فعل الشرط + جملة جواب الشرط.

## أدوات الشرط
أدوات الشرط قد تكون إما حروف أو أسماء. تقسم أدوات الشرط إلى (أدوات شرط جازمة) (أدوات شرط غير جازمة):

### أدوات الشرط الجازمة
وهذه الأدوات تجزم فعلين وهم فعل الشرط وفعل جواب الشرط.
حروف
- إِنْ: حرف شرط جازم لا محل له من الإعراب. (إن تدرسْ تنجح).
- إذما: حرف شرط جازم لا محل له من الإعراب. (إذما تجتهدْ تنجحْ)

أسماء
- مَنْ: للعاقل. (من يزرعْ يحصدْ).
- ما: لغير العاقل. (ما تفعلا من خير ينفعْكما).
- مهما: لغير العاقل. (مهما تبطنْ تظهرْه الأيام).
- متى: للزمان. (متى أسمعْ الأذان أصلي).
- أيان: للزمان. (أيَّان تسافرْ أرافقك).
- أين: للمكان. (أين يكثرْ الظلم تعم الفوضى).
- أنى: للمكان. (أنَّى تذهبوا أرافقْكم).
- حيثما: للمكان. (حيثما تتجهْ تر قدرة الله).
- كيفما: للحال. (كيفما تمشْ أمش).

### أدوات الشرط غير الجازمة
حروف
- لو: حرف شرط للماضي غالبا ويسمى حرف امتناع لامتناع. (لو أقبلت على القراءة ما ضاع وقتك هباء).
- لولا: حرف امتناع لوجود. (لولا المطالعة ما نمت ثقافة الإنسان).
- لوما: حرف امتناع لوجود. (لوما زيدٌ ما جاءَ عمروٌ).
- أمّا: حرف شرط يفيد التفصيل وهي تقوم مقام أداة الشرط وفعل الشرط، ويجب اقتران جوابها بالفاء. (أما بنعمة ربك فحدّث)

أسماء
- إذا: ظرف للزمان المستقبل. (إذا أقبلَتِ الدنيا على المرءِ أعارتْهُ محاسنَ غيرِه).
- لمّا: ظرف للزمان الماضي. (لَمَّا أجتهد العامل ترقى في العمل).
- كلّما: ظرف للزمان الماضي. (كلما دق الجرس دخل التلاميذ أو خرجوا).

## أشكال جملة الشرط والجواب
- تأتي جملة الشرط على شكلين فقط:
  - جملة فعلية فعلها مضارع: (من يجتهد ينجح) أو جملة فعلية فعلها ماضٍ: (من زرع حصد)
  - جملة إسمية :(لو أنك عملت بنصيحتي لنجحت)
- وتأتي جملة الجواب على ثلاثة الأشكال:
  - جملة فعلية فعلها مضارع. (إن تصدق تنجح)
  - جملة فعلية فعلها ماض (إن صدقتَ نجوتَ)
  - جملة فعلية فعلها أمر وفي هذه الحالة تسبق الفاء جملة جواب الشرط.(إن أتيتَ إلى العاصمة فزرني)

## إعراب الشرط والجواب
لا تظهر علامة الجزم على جملة الشرط أو الجواب إلا إذا كانت فعليّة فعلها مضارع:
أداة الشرط  جملة الشرط جملة الجواب
جازمة فعلية فعلها مضارع فعلية فعلها مضارع 
- يكون فعل الشرط والجواب المضارعين مجزومين؛ لذلك تسمّى هذه الأدوات بـ (أدوات الشرط الجازمة).
- علامات جزم الفعل المضارع هي:

1. السكون إذا كان صحيح الآخِر.
2. حذف النون إذا كان من الأفعال الخمسة.
3. حذف حرف العلة إذا كان معتلّ الآخر.

## اتصال الفاء بجواب الشرط
تتصل الفاء بجواب الشرط في ستة أحوال، وقد جمعت هذه الاحوال في قول الشاعر: اسميةٌ طلبيةٌ وبجامد... وبما وبقد وبلن وبالتسويف. وهم كما يلي:
| الأحوال                               | أمثلة                                     | ملاحظة                       |
| ------------------------------------- | ----------------------------------------- | ---------------------------- |
| إذا كان جواب الشرط جملة اسمية         | من يحفظ الأمانة فهو مؤمن                  |                              |
| إذا كان جواب الشرط جملة طلبية         | إذا ضُيعت الأمانة فانتظروا الساعة          | جواب الشرط يدل على الأمر     |
| إذا كان جواب الشرط جملة طلبية         | إن صارحك صديقك بسرٍ فلا تفشه               | جواب الشرط يدل على النهي     |
| إذا كان جواب الشرط جملة طلبية         | إن قدم لك أحدٌ معروفاً فهل تشكره؟           | جواب الشرط يدل على الاستفهام |
| إذا كان جواب الشرط منفي               | من يهمل دروسه فلن يتفوق                   |                              |
| إذا كان جواب الشرط مسبوقا ب "قد"      | إن اتحدت أهدافكم فقد بدأتم تحقيق النجاح   |                              |
| إذا كان جواب الشرط مسبوقا ب"س" أو سوف | أينما يتوجه الناجح فسيلقى احتراماً وتقديرًا |                              |
| إذا كان جواب الشرط فعله جامدًا         | إن تحسن إلى والديك فنعم ما تصنع           |                              |